# Mullissu
Mullissu è una dea assira, consorte del dio Ashur. Mullissu è stata identificata alla dea sumera Ninlil, moglie del dio Enlil, il quale sarebbe il modello sul quale lo stesso Ashur è stato creato. Il nome di Mullissu era scritto " d NIN. LÍL". Mullissu è identificata con Ishtar di Ninive ai tempi dell'impero neo-assiro.
Mullissu venne chiamata da Erodoto Mylitta e l'identificò con Afrodite. Secondo il primo libro delle Storie di Erodoto, ogni vergine babilonese doveva sedersi almeno una volta nella sua vita nel recinto sacro di Afrodite, con una corona di corde sulla testa e darsi, in un rito di prostituzione sacra in onore di Mylitta, al primo straniero che le gettava un pezzo d'argento in grembo dicendo le parole "In verità, io invoco la dea Mylitta". 
Il nome Mylitta potrebbe derivare da Mulliltu o Mullitta, la variante babilonese di Mullissu, dove un culto le era votato nel tempio di Ekur a Nippur e anche a Kish. "Mulliltum" era un epiteto di Ninlil, che diventa "Mullissu" in neo-assiro, in quanto appellativo della moglie del dio Ashur. Con il non infrequente cambiamento da b a m, Mullitta sarebbe identificabile con la grande dea babilonese Belit, l'"amante" (un epiteto di Ištar, chiamata anche Baaltis, consorte di Ba'al/Bēl). Secondo Irene Huber, la dea babilonese Afrodite/Molis, moglie di Zeus/Bēlos, menzionata in Ctesia, corrisponde forse all'assira Mylitta.
Il nome è trascritto mlš, indicante la consorte di Ashur ('šr) nell'iscrizione siriana Sfire (A8), scritta in aramaico antico (VIII secolo a.C.). Il suo culto tardo babilonese si riflette nell'ortografia mwlyt (Mulit) trasmessa nel corpus magico mandaico della tarda antichità.